# GHZ-Zustand
Als GHZ-Zustand oder Greenberger-Horne-Zeilinger-Zustand wird ein maximal verschränkter Zustand von mindestens drei Teilchen bezeichnet. Anhand dieses Zustands lässt sich mittels des GHZ-Experiments besonders eindrücklich ein Widerspruch zu lokal-realistischen Beschreibungen demonstrieren. Der GHZ-Zustand spielt auch eine Rolle in der Quanteninformatik als Repräsentant einer wichtigen Klasse von verschränkten Vielteichenzuständen und als besonders sensitiver Zustand in der Quantenmetrologie.

## Definition
Ursprünglich wurde der Zustand
{\displaystyle |\mathrm {GHZ} \rangle _{3}=\textstyle {\frac {1}{\sqrt {2}}}(|000\rangle +|111\rangle )}
von drei Zwei-Zustandssystemen (Qubits) als GHZ-Zustand bezeichnet. Allgemeiner nennt man Zustände von {\displaystyle M} Qubits der Form
{\displaystyle |\mathrm {GHZ} \rangle _{M}=\textstyle {\frac {1}{\sqrt {2}}}(|0\rangle ^{\otimes M}+|1\rangle ^{\otimes M})=\textstyle {\frac {1}{\sqrt {2}}}(|0\ldots 0\rangle +|1\ldots 1\rangle )}
GHZ-Zustände. In vielen Fällen werden auch alle Zustände, die aus den hier definierten durch lokale unitäre Operationen hervorgehen, als GHZ-Zustände oder als zur LU-Klasse der GHZ-Zustände gehörig bezeichnet, da sie in puncto Verschränkung dieselben Eigenschaften haben wie {\displaystyle |\mathrm {GHZ} \rangle _{M}}.

## Eigenschaften

### Test von Theorien mit lokalen verborgenen Variablen
Das Interesse an Zuständen dieser Form begann 1989 mit einer Arbeit von Daniel Greenberger, Michael Horne und Anton Zeilinger, die zeigten, dass ein Vier-Qubit-Zustand dieser Form eine in gewisser Hinsicht bessere Gegenüberstellung von Quantenmechanik und lokalem Realismus ermöglichte als Bell-Tests. David Mermin und GHZ zusammen mit Abner Shimony vereinfachten das Argument kurz darauf unter Verwendung des Drei-Qubit-GHZ-Zustands.
Ein GHZ-Zustand zeigt bei Messungen im GHZ-Experiment aufgrund seiner Verschränkung Korrelationen, die nicht mit Hilfe von lokalen verborgenen Variablen erklärbar sind. Im Gegensatz zum Bell-Test, in dem die Verletzung einer Bellschen Ungleichung dem lokalen Realismus widerspricht ist, es hier ein konkretes Messresultat, das laut lokalem Realismus nicht auftreten dürfte, nach der Quantenmechanik und im Experiment aber vorkommt.

### Maximale Verschränkung
Es gibt viele verschiedene Verschränkungsmaße für drei- oder mehrteilige Systeme. Der Zustand {\displaystyle |\mathrm {GHZ} \rangle _{3}} ist ein maximal verschränkter Zustand im Sinne des residual tangle und der M-Qubit GHZ-Zustand maximiert die Quanten-Fisherinformation.
Obwohl der GHZ-Zustand maximal verschränkt ist, lässt er sich durch lokale Operationen nicht (auch nicht probabilistisch) in jeden anderen reinen Drei-Qubit-Zustand überführen. Er ist der namensgebende Vertreter einer von zwei lokal nicht ineinander überführbaren Klassen von Drei-Qubit-Zuständen.

### Ein Modell für Schrödingers Katze
Für große M beschreibt der GHZ-Zustand die im Gedankenexperiment zu Schrödingers Katze realisierte Situation: ein mikroskopisches Quantensystem (das erste der M Qubits) ist mit einem „makroskopischen“ System (die übrigen {\displaystyle M\gg 1} Qubits) maximal verschränkt. Aus dieser Perspektive entspricht das erste Qubit im Zustand {\displaystyle |1\rangle } dem noch nicht zerfallenen Atomkern im Gedankenexperiment und der Zustand {\displaystyle |1\rangle ^{\otimes M-1}} der lebenden Katze. Der (hier mit 50 % Wahrscheinlichkeit) zerfallene Kern entspricht dem Qubit im Zustand {\displaystyle |0\rangle } und ist korreliert mit dem makroskopisch verschiedenen Zustand {\displaystyle |0\rangle ^{\otimes M-1}} („tote Katze“). Diese Betrachtung wurde verwendet, um die „effektive Größe“ von experimentell realisierten „Katzen-Zuständen“ über den Vergleich mit GHZ-Zuständen zu definieren und um die Ressourcen abzuschätzen, die nötig sind, um einen makroskopischen Überlagerungszustand wie den GHZ-Zustand von der inkohärenten Mischung der beiden Komponenten zu unterscheiden.

### Verwendung in der Quantenmetrologie
Der GHZ-Zustand spielt auch eine wichtige Rolle in der Quantenmetrologie. Er maximiert die Quanten-Fisherinformation bezüglich der Observable {\displaystyle Z=\sum _{j=1}^{M}Z_{j}}, wobei {\displaystyle Z_{j}} die Pauli-Matrix {\displaystyle \sigma _{z}} für das {\displaystyle j}te Qubit bezeichnet. Das heißt, {\displaystyle |\mathrm {GHZ} \rangle _{M}} maximiert unter den reinen Zuständen die Varianz von {\displaystyle Z} und reagiert daher maximal sensitiv, wenn es einer durch {\displaystyle Z} generierten Zeitentwicklung unterliegt. Wird die Messung durch {\displaystyle \theta Z} mit einem unbekannten, reellen Parameter {\displaystyle \theta } generiert, können System im Zustand {\displaystyle |\mathrm {GHZ} \rangle _{M}} zur besonders genauen Messung von {\displaystyle \theta } verwendet werden: Die Genauigkeit der Messung skaliert mit {\displaystyle M} (sog. Heisenberglimit) nicht mit {\displaystyle {\sqrt {M}}}, wie es für klassische Messungen (oder quantenmechanische Messungen ohne Verschränkung) mit {\displaystyle M} Teilchen optimal ist. Die GHZ-Zustände sind allerdings besonders anfällig für Dekohärenz, was die Skalierung mit {\displaystyle M} statt {\displaystyle {\sqrt {M}}} für nicht-verschwindendes Rauschen unterdrückt, so dass in der Praxis bestenfalls eine konstante Verbesserung gegenüber unverschränkten Zuständen erreicht wird.

## Experimente
Die experimentelle Präparation eines GHZ-Zustands wurde erstmals von Dirk Bouwmeester in der Arbeitsgruppe von Anton Zeilinger für Photonen demonstriert. Während in diesem Experiment der Zustand nur probabilistisch und nach Postselektion vorlag, wurde noch im selben Jahr mit gefangenen Ionen ein Vier-Qubit-GHZ-Zustand deterministisch präpariert.
Bis 2018 wurden GHZ-Zustände für {\displaystyle M=14} bzw. {\displaystyle M=10} für gefangene Ionen, Photonen und supraleitende Qubits erzeugt.